# Baia di Phang Nga
La baia di Phang Nga (in lingua thailandese: อ่าวพังงา) è una baia di circa 400 km2 della Thailandia, situata nello stretto di Malacca, tra l'isola di Phuket e la terraferma della penisola malese, nella Thailandia del Sud.
Dal 1981, un'estesa porzione della baia è protetta attraverso l'istituzione del Parco nazionale Ao Phang Nga. Il parco fa parte della provincia di Phang Nga.
Nella baia si possono riscontrare falesie di calcare, grotte, gruppi di grotte collassate e siti archeologici.